# Oxystele sinensis
Oxystele sinensis, common name the pink-lipped topshell, là một loài ốc biển, là động vật thân mềm chân bụng sống ở biển thuộc họ Trochidae, họ ốc đụn.